# Gare de Saint-Rémy-en-l’Eau
Gare de Saint-Rémy-en-l'Eau vasútállomás Franciaországban, Saint-Remy-en-l’Eau településen.

## Vasútvonalak
Az állomást az alábbi vasútvonalak érintik:
- Párizs-Lille-vasútvonal

## Kapcsolódó állomások
A vasútállomáshoz az alábbi állomások vannak a legközelebb:
- Gare de Saint-Just-en-Chaussée
- Gare d’Avrechy